# Audi Q6 e-tron
Az Audi Q6 e-tron akkumulátoros elektromos SUV autótípus, amelyet 2023-tól gyárt az Audi.

## Áttekintés
Az Audi Q6 e-tront 2023. szeptember 4-én mutatták be a Müncheni Autószalonon. Az Audi és a Porsche által közösen kifejlesztett Premium Platform Electricre épül.

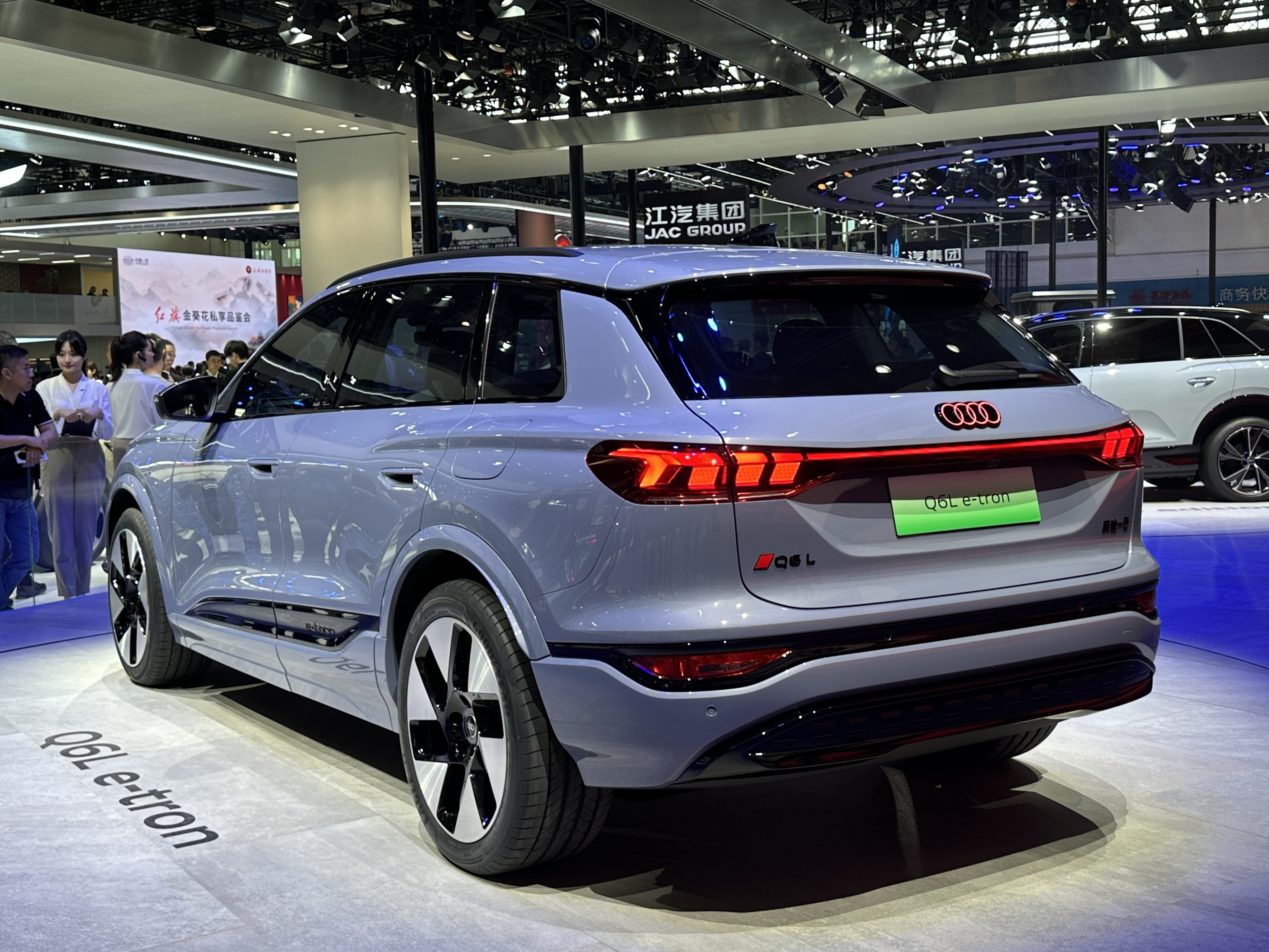
Hátulnézetből
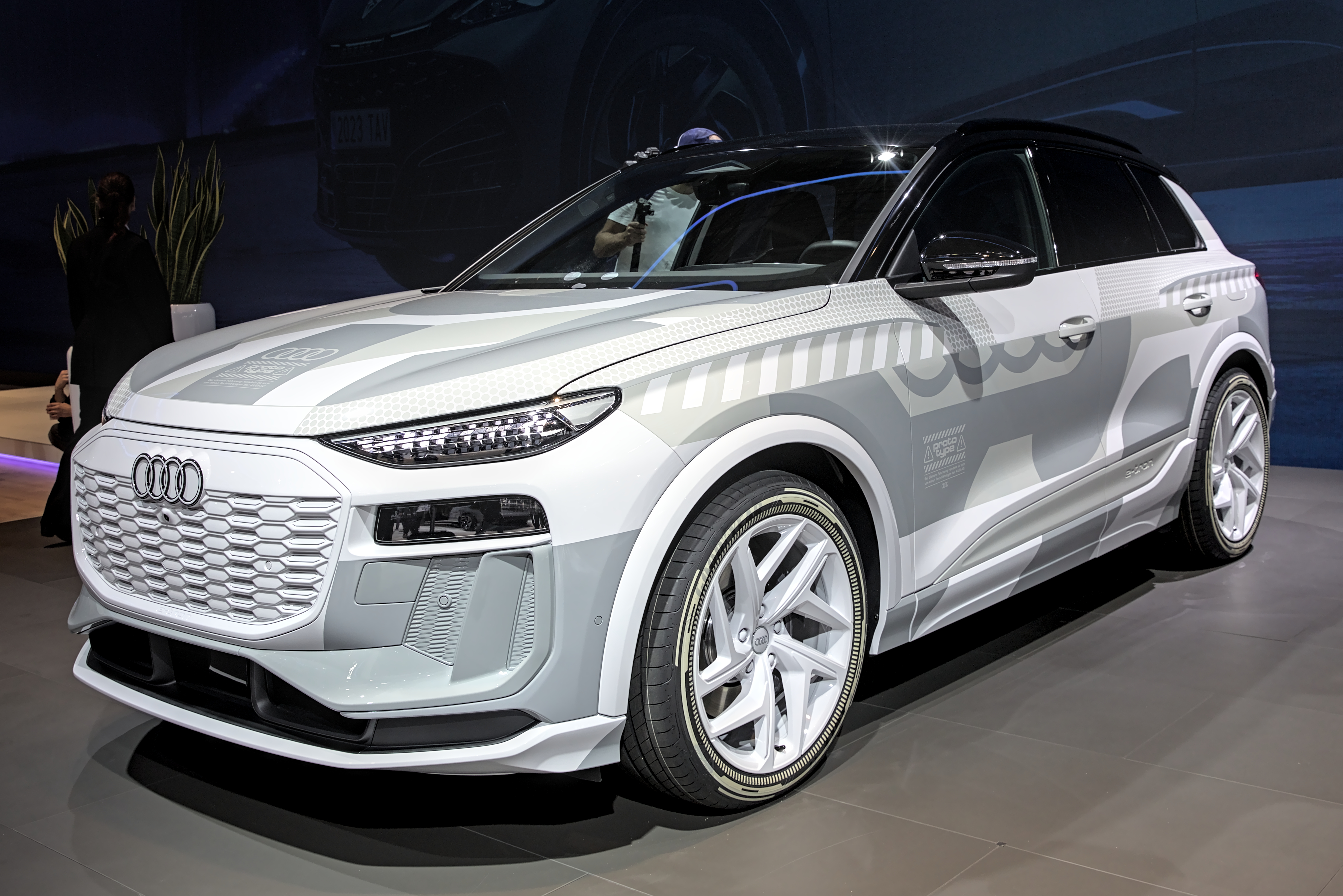
A prototípus elölnézetből
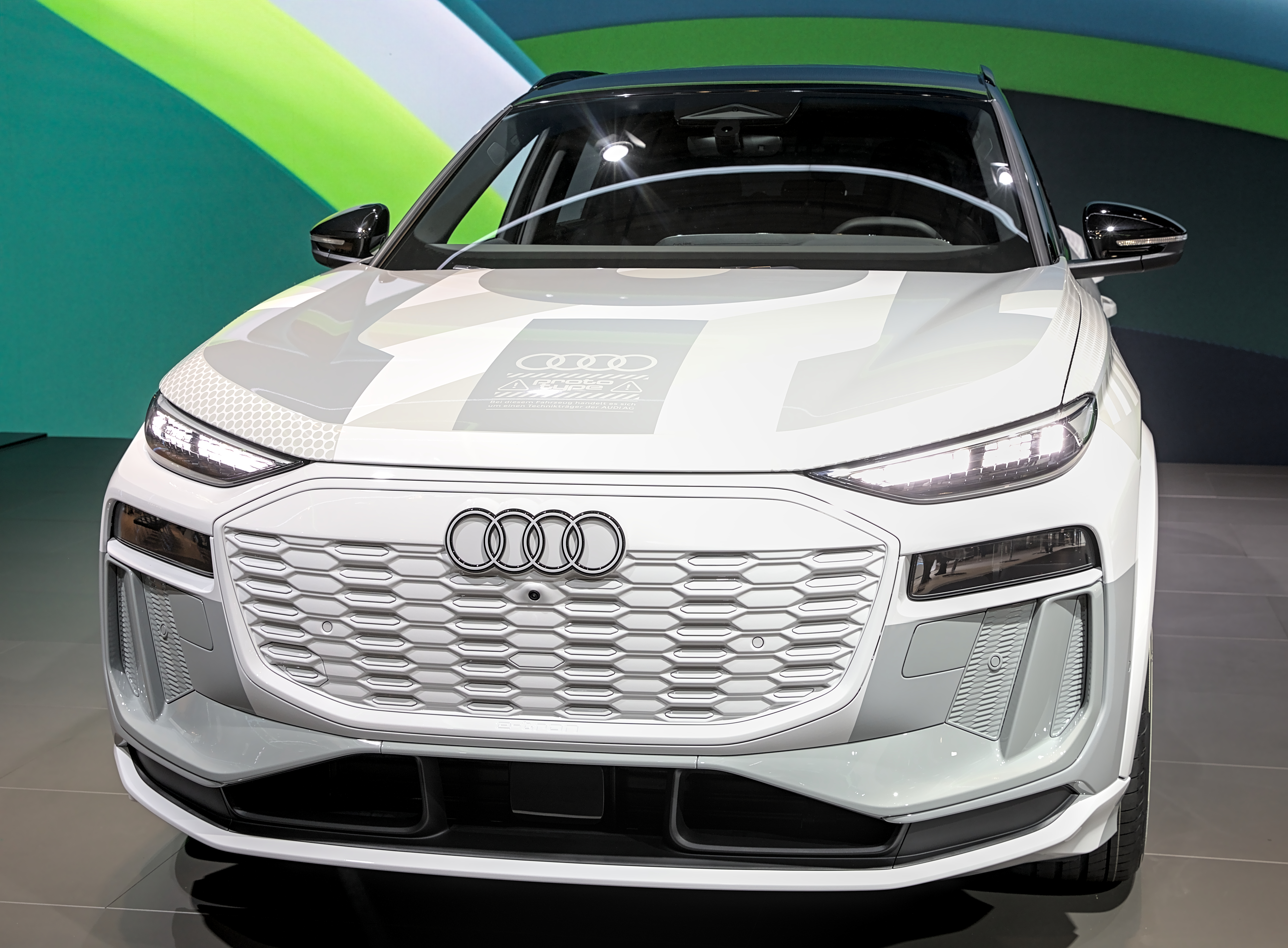
A prototípus elölnézetből
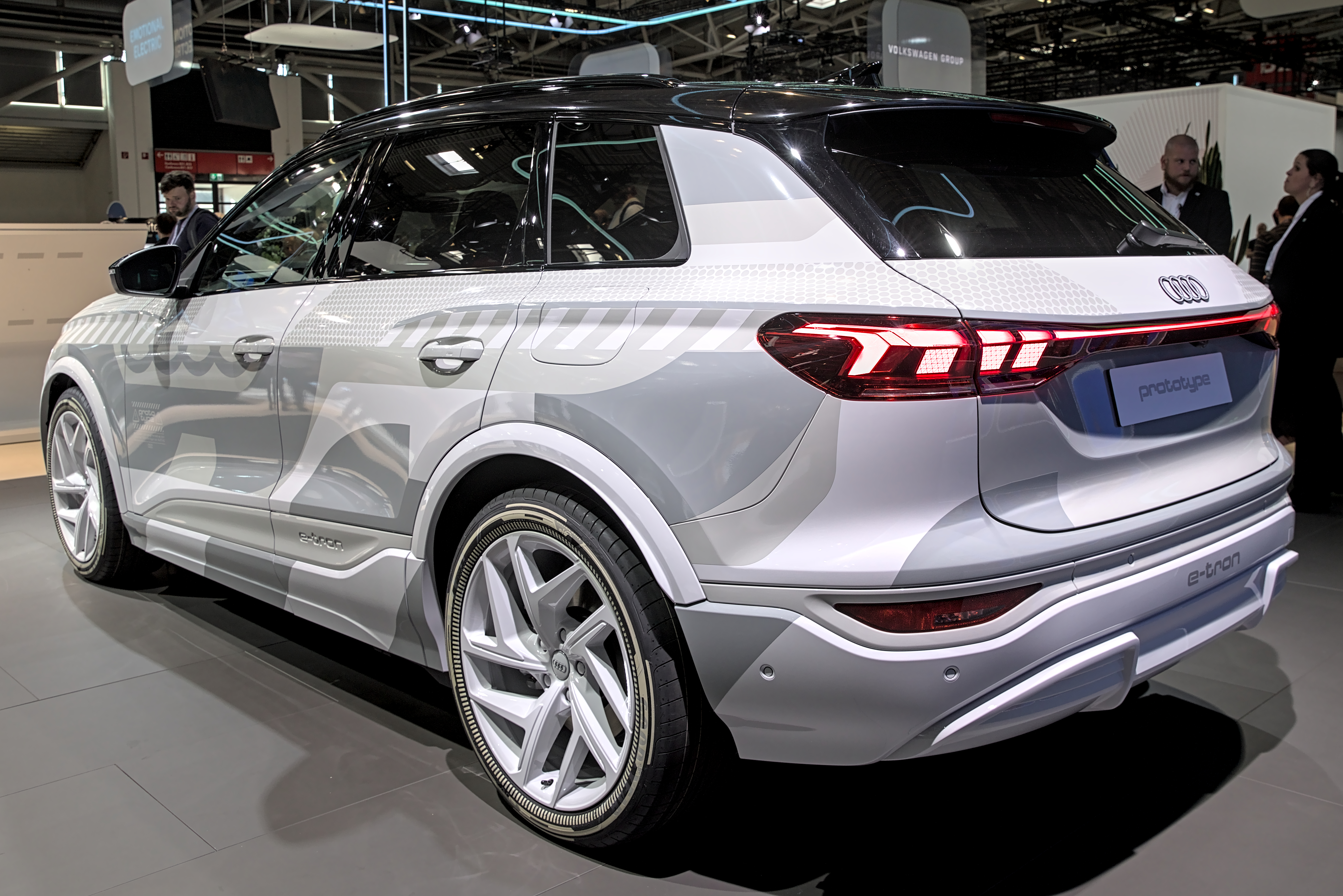
A prototípus hátulnézetből
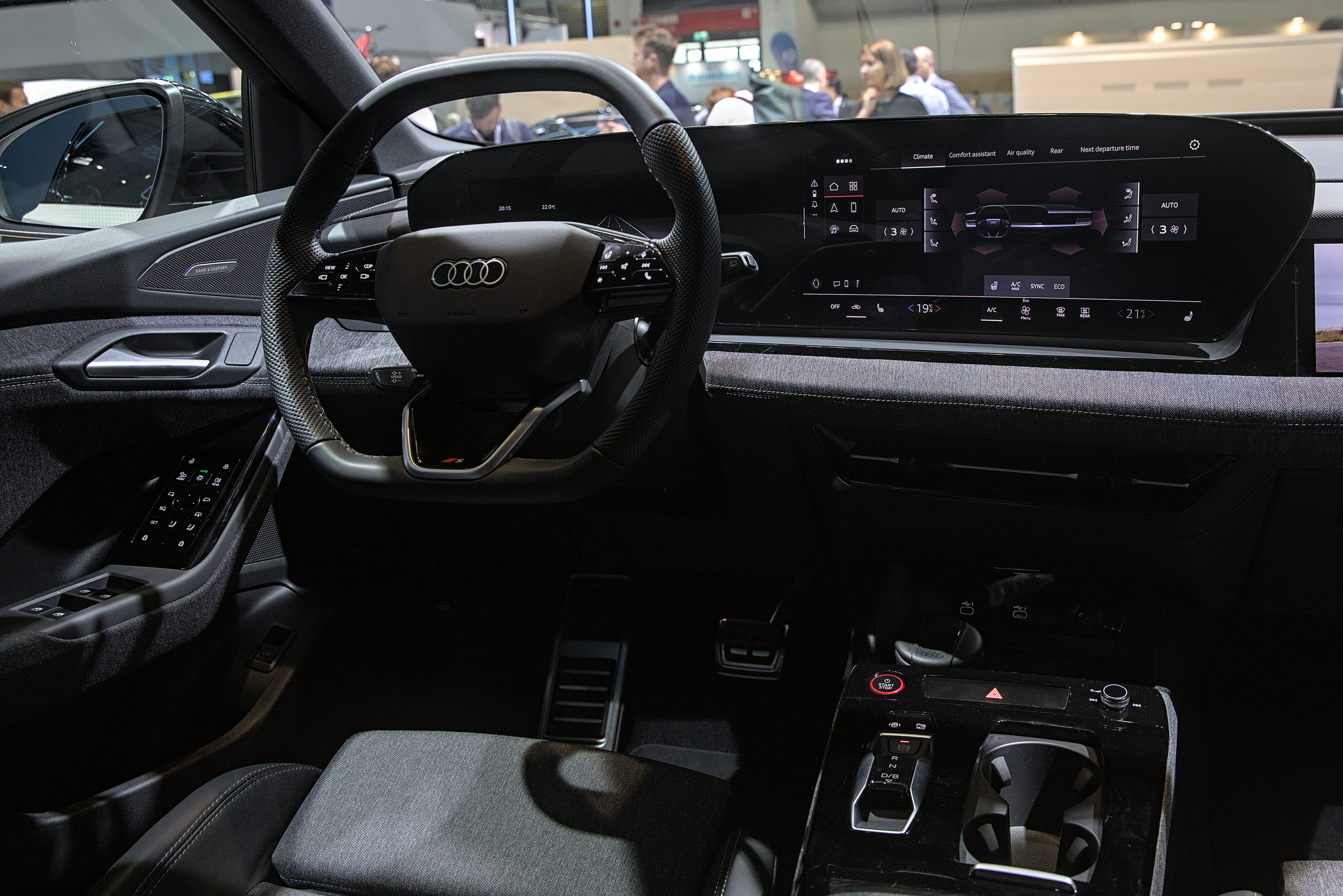
Az Audi Q6 e-tron belső tere

## Fordítás
Ez a szócikk részben vagy egészben  az   Audi Q6 e-tron című angol Wikipédia-szócikk ezen változatának fordításán alapul.  Az eredeti cikk szerkesztőit annak laptörténete sorolja fel. Ez a jelzés csupán a megfogalmazás eredetét és a szerzői jogokat jelzi, nem szolgál a cikkben szereplő információk forrásmegjelöléseként.